# Chalkopratéia

Carte de Constantinople durant la période byzantine

Le quartier des Chalkopratiéia est un ancien quartier de la ville de Constantinople. Le terme Chalkoprateia (en grec byzantin Χαλκοπρατεῖα / Chalkoprateía) est dérivé du grec signifiant « marché du cuivre » ou « quartier des chaudronniers », soit chalkos (χαλκός) signifiant cuivre ou bronze en grec et prateia (πρατεία) voulant dire carré ou quartier. Le quartier historique des Chalkoprateia est connu principalement pour le travail métallurgique associé au bronze qui se fait en son sein, le bronze qui est un matériel très important dans le développement urbain et économique de la ville de Constantinople. Le quartier est aussi connu pour son lieu de culte, l’église de Theotokos chalkoprateia, soit l’église de la vierge Marie qui offrait un lieu de culte pour les byzantins qui souhaitaient se recueillir aux côtés de la mère de Jésus.

## Emplacement du quartier

Carte du palais impérial avec le quartier des Chalkopratéia au nord

L’emplacement historique du quartier des Chalkoprateia se trouve à l’ouest de la Hagia Sophia, l’église de Sainte-Sophie. Le quartier occupe une place géographique plutôt importante au sein de la ville, dû à sa proximité non seulement au palais royal, mais aussi du centre religieux et culturel de la ville incarné par l’église de la Sainte-Sophie. Le quartier est localisé entre la première colline de Constantinople (où est érigée l’église Topkapi) et la seconde colline (où l’on retrouve le forum de Constantin en son sommet). Le quartier des Chalkopratéia se trouve sur le flanc de cette seconde colline, à l’est du forum. Le quartier est connecté avec le Mésè, l’artère principale de Constantinople, ce qui porte un avantage décent pour le transport des marchandises produites en son sein. Il est aujourd’hui situé dans le quartier Sultanahmet, dans le cœur historique de la ville d’Istanbul. Il ne reste plus beaucoup de vestiges historiques du quartier des Chalkoprateia, car à la suite de la chute de la ville en 1453, les Ottomans ont converti les espaces urbains afin de les adapter proprement à leurs besoins.

## Présence juive dans le quartier
Les origines du quartier remontent aux débuts de la création de la ville. Bien que l’on ne puisse mettre une date exacte sur l’essor du quartier connu pour son travail métallurgique, il est possible de retracer son histoire au travers des communautés qui ont habité au sein du quartier des Chalkopratéia. L’une de ces communautés était les juifs. L’une des premières traces du quartier se fait sous une habitation juive de la place. Les premières traces d'une présence juive dans le quartier se font entre les règnes respectifs de Constantin 1er et Théodose 2. Ils n’étaient pas spécialement ségrégués au sein du quartier, mais leur présence ne faisait pas l’affaire de tous. Il est possible de définir que la communauté juive eut un impact important sur le développement du quartier avant leur expulsion par l’empereur. Il est dit que la fameuse église du quartier en l’honneur de la vierge Marie était autrefois une synagogue juive qui fut transformée en église chrétienne après que les Byzantins aient repris le quartier des mains de la communauté juive. Les sources ne s’entendent pas sur le nombre exact de personnes de confessions juives présentes à Constantinople lors de leur expulsion, certains estiment une population de 2500 en se basant sur le récit de l’explorateur juif Benjamin de Tudèle qui effectue un voyage à Constantinople près de l’an 1165. Cependant, d’autres sources présentent la population juive urbaine de Constantinople comme représentant plus de 9 000 individus. La présence d’une synagogue juive démontre aussi que les juifs ont occupé le quartier des Chalkopratéia pour une durée assez longue afin d’y laisser un héritage physique, oui, sous la forme d’un lieu de culte, mais aussi de bâtisses à logement et autres bâtiments tels que des ateliers et commerces. La synagogue fut construite durant le règne de l’empereur Théodose 2 avec l’accord du préfet de Constantinople, qui ignora l’interdiction de 415 qui interdisait toutes nouvelles constructions de lieu de culte destiné à la religion juive.

## L'importance du bronze

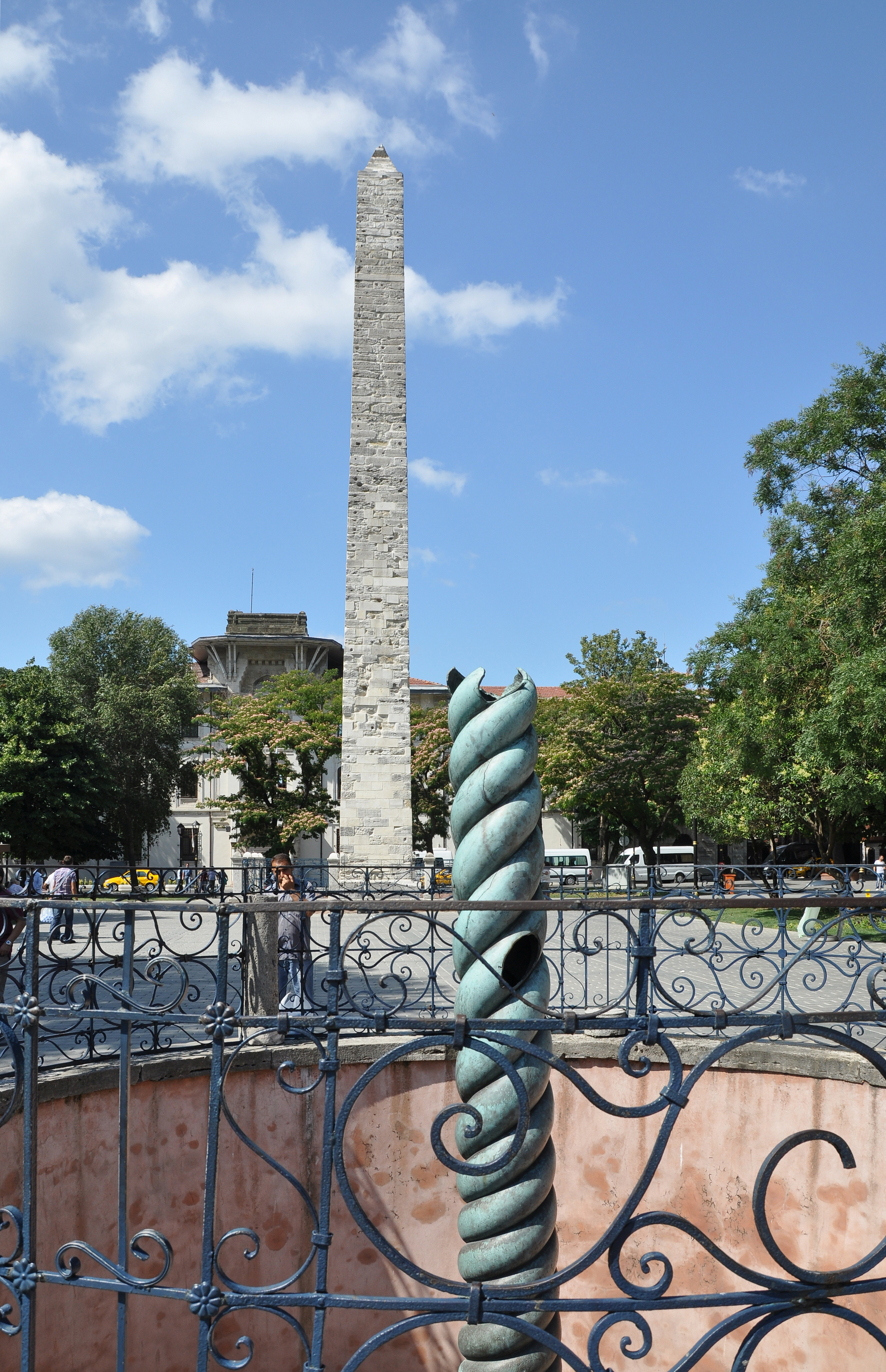
La colonne serpentine en bronze qui se trouvait au coeur de l'hipoodrome à Constantinople

Afin de comprendre la décision des préfets qui se sont accordés afin de développer un quartier spécialisé dans le travail métallurgique, principalement du bronze à Constantinople, et d’utiliser un endroit aussi primé au sein de la ville, il faut comprendre l’importance qu’avait le bronze dans la vie des Constantinopolitains. Le bronze ainsi que le travail de ce dernier sont très importants dans la vie économique de la ville de Constantinople. Le bronze est un matériel présent dans plusieurs facettes de la vie quotidienne des Constantinopolitains, autant dans l’art religieux, dans l’architecture, dans le commerce et la confection d’objets du quotidien,. Le bronze est l’un des matériaux les plus importants pour les Byzantins et des études tendent à montrer que des avancées techniques et technologiques relatives au bronze et autres alliages ont été faits au cours de la période byzantine. Le travail métallurgique se fait principalement dans la capitale, au sein du quartier des Chalkoprateia. Le bronze est présent dans l’art de la ville, nombreuses sont les statues érigées partout dans la ville qui sont faites de bronze. La plus grande statue de la ville est aussi la plus importante : il s’agit de la colonne de Justinien, qui représente l’empereur sur un cheval au milieu de l’Augesteion. La colonne ainsi que la statue en son sommet sont recouvertes de plaques de bronzes. On pouvait trouver d’autres statues et monuments en bronze dans la ville, comme la statue de Constantin au sommet de la colonne au milieu du forum de Constantin, les chevaux de Saint-Marc dans l’hippodrome de Constantinople ou encore les statues du centre-ville, comme la colonne serpentine. L’utilisation principale de statues en bronze dans cette ville témoigne de l’importance accordée à ce matériau. De plus, elle transmet un message à tous les visiteurs, qui ne peuvent manquer de remarquer la richesse du royaume à travers ces imposantes œuvres d’art en bronze. Car oui, chaque personne qui visitait la ville se devait de passer par le Mésè au cours duquel on retrouve des œuvres en bronze, dont la plus connue, l’effigie de Constantin. Un autre aspect important que certains historiens attribuent aux statues de bronze est la démarcation qu’elles font entre les différentes époques et empereurs :
« Je dirais que la statue en bronze de l'empereur a servi de marqueur d'un grand moment de l'histoire : la reprise de la capitale aux croisés et l'inauguration d'une nouvelle ère. À ce titre, l'image en bronze fonctionnait un peu comme l'érection d'autres images de son espèce dans le passé qui, à leur tour, avaient signalé des points de départ ou d'arrivée similaires dans l'imagination historique byzantine. »

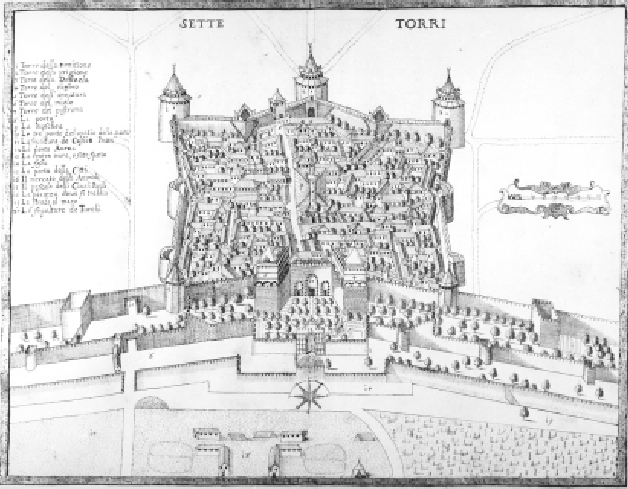
Représentation de la porte d'or datant de 1685, soit sous le règne de Mehmed IV et les Ottomans

Le bronze se trouve aussi dans l’architecture de la ville, les Constantinopolitains utilisent généralement le bronze pour faire des portes. Il ne faut cependant pas généraliser, les portes de bronze étaient extrêmement dispendieuses et seulement les riches, comme l’empereur ou l’Église sous son ordre, pouvaient se payer de telles pièces. Les portes de bronze vont souvent être retrouvées dans la devanture des églises de la ville. La ville de Constantinople exportait un bon nombre de ces portes aux villes marchandes, telles que Venise. Parmi ces portes en bronze, on peut retrouver l’église Pammakaristos, l’église Hagia Sophia, ou encore l’église Theotokos chalkoprateia. Ces églises étaient vêtues de magnifiques portes en bois ornées de plaques de bronze qui représentaient des personnages ou des scènes religieuses. Une autre utilisation du bronze dans l’architecture que l’on pouvait retrouver à Constantinople, ou plutôt à l’entrée de la ville, était la porte d’or. Malgré son nom, la porte d’or était bien faite de bois et ornée de plaque en bronze avec quelques ornements faits en or. La porte d’or était une entrée pour la ville et se trouvait le long de la muraille qu’avait fait ériger Théodose. C’est la première chose que les voyageurs découvrent en arrivant dans la ville, ce qui témoigne de l’importance que les Constantinopolitains accordent au bronze. Bien que ces pièces n’aient pas nécessairement été fabriquées dans le quartier des Chalkoprateia, il est primordial de souligner l’importance et le symbolisme qu’incarne le bronze. Le bronze est, pour les Constantinopolitains une ressource des plus importante qui se traduit par son utilisation quotidienne.

## Production au sein du quartier

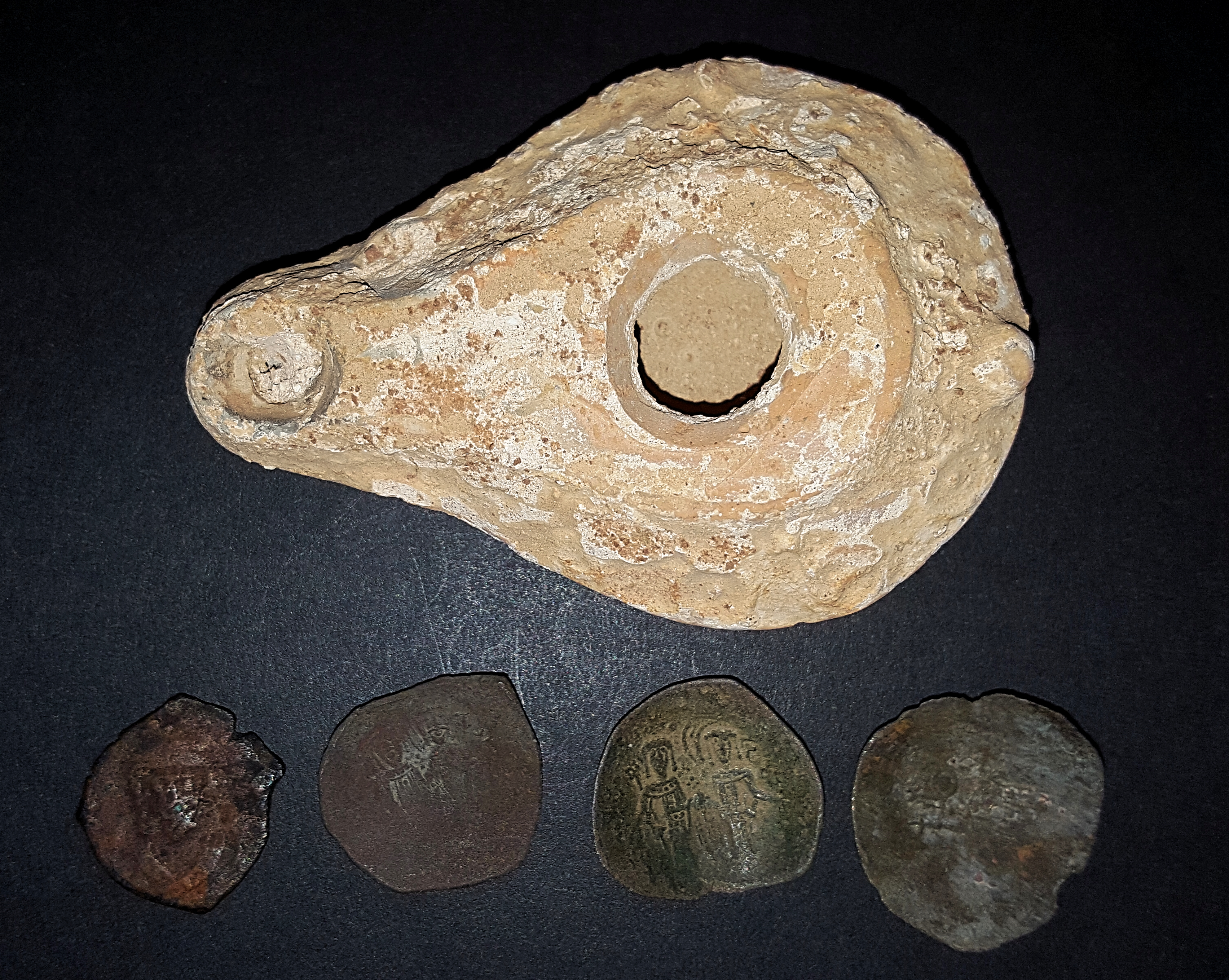
Un lampe à huile ainsi que des pièces de monnaie byzantine en bronze datant d'une estimation entre 500 et 700 AEC.

Pour ce qui est des produits que le quartier produisait couramment, il s’agissait plutôt d’objets du quotidien ou à usage religieux. Les Chalkoprateia n’était pas le seul quartier qui travaillait le bronze au sein du grand Empire byzantin, mais beaucoup de villes importantes étaient aussi dotées d’un quartier spécialisé dans la production d’objets en bronze. Les différents quartiers, bien que certains se spécialisaient dans différents objets, forgeaient des objets similaires selon la demande. Parmi les objets utiles aux quotidiens qui sont forgés au sein des ateliers du quartier, beaucoup d’ustensiles et d’outils. Les ustensiles en bronze étaient quelque chose de répandu et même recherché. Cependant, il ne fait pas oublier que le bronze dans le temps médiéval est une ressource coûteuse, ce n’est pas tout le monde qui peut se permettre des ustensiles faits de bronze. Bien que le bronze reste plus modeste que l’or et l’argent, il reste difficile pour le peuple moyen de se procurer des ustensiles de bronze. Les ustensiles n’étaient pas les seuls objets du quotidien fabriqué dans le quartier, on y forgeait aussi de l’équipement de cuisine comme des chaudrons, des casseroles ainsi que des lampes à huile. On y forge également des outils facilitant le travail quotidien, tels que des marteaux. On y fabrique aussi des armes et armures afin d'équiper l'armée byzantine, cependant le quartier ne détient pas les droits exclusifs de la production de l'équipement militaire, car d'autre villes au sein de l'empire peuvent subvenir à ces besoins. Parmi les objets militaires qui sont de fabrication courante des ateliers byzantins, on retrouve des pièces d’armures ainsi que des épées, lances et boucliers. Les objets religieux en bronze étaient aussi des produits recherchés par les ecclésiastiques. Parmi ces objets, on retrouve des croix de bronze ainsi que des icônes religieux. Un autre produit qui était souvent forgé était les cadres de bronze. Ces cadres étaient recherchés autant par les représentants ecclésiastiques que par l’élite locale due à leur beauté. Ces cadres servaient souvent à accrocher des images religieuses ainsi qu’à les préserver. On y fabrique aussi des chandeliers en bronze qui ornent les églises de la ville. Le quartier est aussi responsable d’une partie de la production de bijoux de la ville. Les Byzantins ont suscité une demande pour de petits bijoux en bronze, tels que des bracelets, des bagues et des colliers, qui étaient prisés par le peuple en raison de leur coût nettement inférieur à celui des bijoux en or et en argent, souvent ornés de pierres précieuses. Sous le règne d’Anastase 1er (491-518), le nouvel Empire byzantin fait face à des problèmes financiers et l’empereur décide d’introduire des pièces de monnaie faites de bronze. Ces pièces de monnaie faites de bronze étaient principalement utilisées par les plus pauvres de la société, soit les travailleurs sans qualification et talent particulier. Bien que le quartier soit reconnu pour son travail du bronze, on y travaille aussi d’autres matériaux, comme l’argent et le fer, mais en quantité moindre.

## Destruction et reconstruction du quartier
Le quartier des Chalkopratéia fut gravement endommagé à plusieurs reprises au cours de son histoire, mais l’une des destructions les plus importantes que le quartier a subies fut, lors du soulèvement populaire de 532, la sédition Nika. La révolte populaire qui avait pour but de déposer l’empereur Justinien dérapa et les émeutiers déclenchèrent des incendies au palais royal. Les incendies ne pouvant être contrôlés dérapèrent et se répandirent dans les quartiers à proximité du palais royal, soit le quartier de Sainte-Sophie, l’Augusteion et les Chalkoprateia. L’incendie des révoltes fut un ravage pour le quartier du bronze, plusieurs bâtisses, dont des ateliers, et des maisons, furent détruites par les flammes. Après la reprise du contrôle populaire et l’essoufflement de la sédition Nika, Justinien entreprit d’importantes mesures de reconstruction et réformes. La reconstruction du quartier des Chalkoprateia ainsi que de l’église Theotokos Chalkoprateia fut en partie financée par l’empereur, ce qui permit une reprise des affaires du quartier.